# Rottecken
Rottecknet eller rotmärket (√ eller {\displaystyle \scriptstyle {\sqrt {\ }}}) används för att ange den matematiska operationen där man löser ut värdet av okända baser i potenser, där värdet av potensen är känt.
Rottecknet kan föregås av ett rotindex (n i {\displaystyle \scriptstyle {\sqrt[{n}]{\ }}}) som ändrar värde beroende på värdet av exponenten vars bas man vill finna. I exemplet nedan är 3 värdet på exponenten till basen x. Eftersom vi löser för okända x, blir 3 värdet för rotindexet:
{\displaystyle x^{3}=64}
{\displaystyle x={\sqrt[{3}]{64}}}
{\displaystyle x=4}
När 2 är värdet på rotindexet, kallas roten kvadratrot och om värdet är 3, kubikrot. Normalt sätts inte 2:an ut som rotindex, således skrivs kvadratroten endast {\displaystyle \scriptstyle {\sqrt {\ }}}, inte {\displaystyle \scriptstyle {\sqrt[{2}]{\ }}}.
Det är även matematiskt korrekt att undvika rottecknet och istället upphöja det kända talet till det inverterade värdet av rotindexet, då indexet är ett positivt tal. Exempelvis:
{\displaystyle {\sqrt[{6}]{76,\!5}}=76,\!5^{6^{-1}}=76,\!5^{\frac {1}{6}}}
Det är viktigt att den eller de termer som omfattas av rottecknet står under rotstrecket. Detta kunde tidigare skapa problem, men med dagens digitala sättningsprogram för matematik underlättas det betydligt. I handskrift gör man ofta för tydlighetens skull en liten, nedåtriktad hake på slutet av rotstrecket. Denna anpassning används för att lätt urskilja vad som hör till radikanden (uttrycket under rotstrecket) när fler räkneoperationer följer.
Rottecknet bör också ökas till lämplig storlek då det exempelvis innefattar bråk eller andra rötter, som kräver större dimensioner i radhöjd:
{\displaystyle {\sqrt {{\frac {\sqrt {34}}{7x^{2}}}\cdot 6^{y}}}}
Unicode-positionen för rottecknet (kvadratroten, √) är (alt+251) eller U+221A (Square root), för kubikroten (∛), U+221B (Cube root) och för fjärde roten (∜), U+221C (Fourth root). Dessa används lämpligen, om inga andra alternativ finns, tillsammans med parenteser för att ange vilka termer som innefattas av rottecknet, då rotstreck inte kan genereras. Unicode-tecknet U+23B7 (⎷) liknar rottecknet men har en annan betydelse.
Det rekommenderas att rottecken görs, om möjligt, i något matematiskt sättningsprogram, som exempelvis TeX eller MathType, där också dimensionerna på rottecknet och rotstrecket kan ändras utan större problem.